# Sosippus
Sosippus là một chi nhện trong họ Lycosidae

## Các loài
- Sosippus agalenoides Banks, 1909 (Mexico / Costa Rica)
- Sosippus californicus Simon, 1898 (VS, Mexico)
- Sosippus floridanus Simon, 1898 (VS)
- Sosippus janus Brady, 1972 (VS)
- Sosippus mexicanus Simon, 1888 (Mexico, Guatemala)
- Sosippus michoacanus Brady, 1962 (Mexico)
- Sosippus mimus Chamberlin, 1924 (VS)
- Sosippus placidus Brady, 1972 (VS)
- Sosippus plutonus Brady, 1962 (Mexico)
- Sosippus texanus Brady, 1962 (VS)